# Shibamoto Thores
Thores Shibamoto (THORES柴本) est une dessinatrice et illustratrice 2D japonaise qui s'est fait connaître par ses illustrations pour les romans de #Trinity Blood (トリニティ・ブラッド).

## Art Books
- 2005 - Fabrica Theologiae
- 2012 - IL TAPPETO ROSSO